# Даркаєва Прасковія Олексіївна
Парасковія Олексіївна Даркаєва (17 травня 1922 — 21 березня 2008) — передовик радянського сільського господарства, доярка племінного заводу «Канаш» Шенталинського району Куйбишевської області, Герой Соціалістичної Праці (1966).

## Біографія
Народилася в 1922 році в селі Кутуш Татарської АРСР в селянській мордовській сім'ї. 
У десять років залишилася без матері. Трьох дітей виховував батько. У 1937 році переїхали в Романівку, нині Шенталинського району Самарської області. Батько і старша сестра працевлаштувалися на місцевій фермі, а Прасковія няньчила чужих дітей. 
На початку війни працевлаштувалася на ферму, з 1942 року почала вести самостійно групу з 17 корів. Набула безцінного досвіду. Після зміни керівництва в господарстві почали міняти поголів'я на породистих тварин. Надої зросли відразу в 3,5 рази. В період четвертої п'ятирічки надої в її групі становили 2800 кілограмів молока в середньому від кожної корови за рік. 
У 1956 році на виставці досягнень демонструвала своїх корів, які в добу давали по 25-28 кілограмів молока. 
Указом Президії Верховної Ради СРСР від 22 березня 1966 року за отримання високих результатів у сільському господарстві і рекордні показники у тваринництві Прасковії Олексіївні Даркаєвій було присвоєно звання Героя Соціалістичної Праці з врученням ордена Леніна і медалі «Серп і Молот». 
Пізніше продовжувала працювати і показувала високі виробничі результати. 40 років відпрацювала в тваринництві. 
Проживала у селі Романівка. Померла 21 березня 2008 року.

## Нагороди
- золота зірка «Серп і Молот» (22.03.1966)
- орден Леніна (22.03.1966)
- інші медалі.
- Почесний громадянин Шенталинського району (17.01.2002).